# Železniška proga Šamac–Sarajevo
Železniška proga Bosanski Šamac-Sarajevo je 239 km dolga normalnotirna proga med mestom Bosanski Šamac v severni Bosni ter mestom Sarajevo v osrednji Bosni. Proga je bila zgrajena leta 1947 s pomočjo mladinskih delovnih brigad.

## Zgodovina
Sarajevo je bilo povezano proti severu le z ozkotirno železnico do Bosanskega Broda, zgrajeno v času avstro-ogrske priključitve v letih pred prvo svetovno vojno. Ker proga ni več zadoščala naraščajočemu prometu, je bilo odločeno, da se izgradi normalnotirna proga. 
Dela so se pričela 1. aprila 1947; bolj ali manj brez pomoči mehanizacije jo je gradilo prek 200.000 ljudi iz vse Jugoslavije in tudi iz tujine. Večji objekti na progi so most prek reke Save, predor Vranduk ter osem krajših predorov v skupni dolžini 2.345 m. Proga je bila končana 16. novembra 1947, svečano odprtje proge pa je sovpadlo z odprtjem nove železniške postaje v Sarajevu leto kasneje. 
Leta 1976 so progo razširili z drugim tirom. Med vojno v Bosni je bila proga na več odsekih minirana in porušena.